# ایتا (سانتا کاتارینا)
ایتا (به پرتغالی: Itá) یک منطقهٔ مسکونی در برزیل است که در سانتا کاتارینا واقع شده‌است. ایتا ۶٬۱۲۹ نفر جمعیت دارد.